# عبد الرافع الهروي
عبد الرفيع الهروي كان شاعرًا فارسيًا في القرن الثاني عشر، خدم في بلاط الحاكم الغزنوي خسرو مالك (حكم من عام 1160 إلى عام 1186) في عاصمته لاهور. وفي عام 1186 م، غزت الحاكم الغوري معز الدين محمد الغزنويين فسجن خسرو مالك. ثم بدأ الهروي في خدمة الغوريين، حيث كان موضع تقدير بسبب مهارته. لقد ضاع جزء كبير من أعماله، وهو معروف بشكل أساسي بسبب ذكره عدة مرات في أعمال الكاتب الفارسي عوفي.